# Circulo de Gzoula
O circulo de Gzoula está localizado na parte sul da província de Safim, na região Marroquina de Marraquexe-Safim. É constituído pelas comunas de Atouabet, El Ghiate, Khatazakane, Laamamra, Lamaachate, Nagga, Oulad Salman. Em 2014 tinha uma população de 119.507 habitantes.

## Organização administrativa
As comunas (municípios rurais) que constituem este circulo são:
| Comuna        | Área (em km²) | Habitantes (em 2014) | Povoações      |
| ------------- | ------------- | -------------------- | -------------- |
| Atouabet      | 155           | 10.704               |                |
| El Ghiate     | 264           | 25.162               |                |
| Khatazakane   | 204           | 16.014               |                |
| Laamamra      | 209           | 12.717               |                |
| Lamaachate    | 178           | 15.389               | Souira Guedima |
| Nagga         | 186           | 22.542               |                |
| Ouled Salmane | 181           | 16.979               |                |
| Total         | 1.377         | 119.507              |                |

## Patrimonio
Na localidade de Souira Guedima, Comuna de Lamaachate encontra-se o antigo Castelo Português de Aguz.